# Roodkoplawaaimaker
De roodkoplawaaimaker (Cossypha natalensis) is een zangvogel uit de familie Muscicapidae (vliegenvangers).

## Verspreiding en leefgebied
Deze soort telt 3 ondersoorten:
- C. n. larischi: van Nigeria tot noordelijk Angola.
- C. n. intensa: van de zuidoostelijk Centraal-Afrikaanse Republiek tot zuidelijk Somalië zuidelijk tot oostelijk Angola en noordoostelijk Zuid-Afrika.
- C. n. natalensis: oostelijk Zuid-Afrika.